# Stenoma obovata
Stenoma obovata es una especie de polilla del género Stenoma, orden Lepidoptera. Fue descrita científicamente por Meyrick en 1931.
Su envergadura es de 24 mm. Las alas anteriores son parduzcas con un tinte rojizo y pequeñas manchas blanquecinas. El borde costal es castaño. Las alas posteriores son blanquecinas amarillentas.

## Distribución
Stenoma obovata habita en el continente de América, en Brasil.